# Perlcichlide
Der Perlcichlide (Herichthys cyanoguttatus, Syn.: Cichlasoma cyanoguttatum) ist ein Süßwasserfisch aus der Familie der Buntbarsche. Die Art stammt ursprünglich vom Unterlauf des Rio Grande in Texas und dem Nordosten von Mexiko, wurde aber unter anderem im Edwards Plateau und in Florida eingeführt. Perlcichliden sind die einzigen Buntbarsche die in den USA beheimatet sind.

## Merkmale
Perlcichliden haben eine graue Grundfarbe mit leuchtend blauen Schuppen und zwei dunklen Stellen, eine in der Mitte, die andere am Ansatz der Schwanzflosse. Erwachsene Männchen haben einen Buckel auf der Stirn. Die Tiere erreichen eine Gesamtlänge von 30 Zentimetern. Sie bevorzugen eine Wassertemperatur von 20 bis 33 °C, einen pH-Wert von 6,5 bis 7,5 und eine Wasserhärte von 5 bis 12 dH.

## Vermehrung
Percichliden sind recht fruchtbar, sie lassen sich auch im Aquarium einfach vermehren. Erwachsene Tiere bilden Paare und werden territorial. Das Weibchen klebt bis zu 1000 Eier auf eine saubere, ebene Oberfläche. Die Eier werden von beiden Eltern aggressiv bewacht, die Larven schlüpfen nach 3–5 Tagen und wachsen schnell heran.

## Aquarienhaltung
Der Perlcichlide ist ein verbreiteter Aquarienfisch der nur in Aquarien mit mindestens 400 l Wasser gehalten werden sollte. Sie graben im Boden und entwurzeln dabei auch Pflanzen, vertragen sich aber meist mit anderen, ähnlich großen Fischen. Die Ernährung ist einfach, da sie Flocken-, Frost- und Lebendfutter annehmen.